# ماک سیتی (آلاباما)
ماک سیتی (به انگلیسی: Muck City) یک منطقهٔ مسکونی در ایالات متحده آمریکا است که در شهرستان لارنس، آلاباما واقع شده‌است. ماک سیتی ۱۹۱٫۱۱ متر بالاتر از سطح دریا قرار دارد.